# デス・ゲーム2025
『デス・ゲーム2025』（Futuresport）は、1998年のアメリカ合衆国のSFテレビ映画。アーネスト・ディッカーソン監督、ディーン・ケイン、ヴァネッサ・ウィリアムス、ウェズリー・スナイプス出演。アメリカでは、1998年にABCで放送された。日本では、1999年10月8日にVHSが発売された。

## ストーリー
2025年、ハワイ独立革命が過激さを増す中で、独立の中心組織「HLO（ハワイ解放機構）」のリーダーであるエリック・サイスが姿を消したため、電流が流れるボールを使って行う「フューチャースポーツ」のリーグ戦が開催されるニューオリンズでは、無差別テロに備え警戒が強化されていた。
テレビ局に勤めるアレックス・トーレスは、フューチャースポーツをスラム・ゾーンの平和のために生み出したオビケ・フィックスにインタビューしているとき、フューチャースポーツの大スター、トゥレ・ラムジー選手が現れる。そして彼のインタビューを始めようとすると、エリック・サイス率いるHLOのテロリストたちが乗り込んでくる。彼らの標的はHLOを批判したアレックスと、HLOを笑いものにしたトゥレで、2人をハワイ独立の敵として始末しに来たという。するとトゥレは、コーチのダグラスたちと連携して敵を倒し、撤退させることに成功する。
そしてフューチャースポーツの試合で、もう1人のスターであるブレイク・ベッカーのチームと対戦するトゥレだが、有頂天になった彼はチームメイトをないがしろにして、個人プレーを連発していた。その結果彼のチームは敗退し、それをチームメイトのせいにする。人気が失墜したトゥレはフィックスから、初心に戻るため古巣のスラムに来ることを提案される。トゥレが家に帰ると、恋人が破局を申し入れたり、CM契約が打ち切られたりとどん底を味わう。そのとき、アレックスからスラム・ゾーンに呼び出され、HLOの危険性について話される。そこでアレックスは、HLOについて放送することができれば、彼らの攻撃を阻止でき多くの命を救えるとトゥレに訴える。それを聞いたトゥレは、失っていた使命感を取り戻す。
一方のHLOは、2人を亡き者にしてハワイ独立を成功させるため暗躍していた。

## キャスト
| 役名                               | 俳優                        | 日本語吹替 |
| ---------------------------------- | --------------------------- | ---------- |
| トゥレ・ラムジー                   | ディーン・ケイン            | 松本保典   |
| アレックス・トーレス               | ヴァネッサ・ウィリアムス    | 土井美加   |
| オビケ・フィックス                 | ウェズリー・スナイプス      | 江原正士   |
| ジェット                           | ヴァレリー・チョウ          | 高森奈緒   |
| ブレイク・ベッカー                 | エイドリアン・G・グリフィス | 大川透     |
| ダグラスコーチ                     | ビル・スミトロヴィッチ      | 仁内建之   |
| エリック・サイス                   | J・R・ボーン                | 立木文彦   |
| アナーキー                         | タラ・フレデリック          | さとうあい |
| ローレライ                         | ミケーラ・ジェイ            | 堀越真己   |
| ホジキンス                         | マシュー・ウォーカー        |            |
| ロニー・ヴィンス                   | デビッド・ケイ              | 安井邦彦   |
| キアイ                             | フランソワーズ・イップ      | 沢海陽子   |
| トーマス・メイヒュー               | ブライアン・ジェンセン      | 石井康嗣   |
| ハチェット・ジャック・ジャミストン | ケン・カージンガー          | 北川勝博   |
| アキラ・オートモ                   | ヒロ・カナガワ              | 川島得愛   |
| エドガー                           | ジェラード・プランケット    | 岩田安生   |
| ウィラード                         | ブラッド・ロレー            | 柴田創一郎 |

## スタッフ
- 監督：アーネスト・ディッカーソン
- 脚本：ロバート・ヒューイット・ウルフ（英語版）
- 原案：スティーヴ・デ・ジャーナット（英語版）、ロバート・ヒューイット・ウルフ
- 製作：デヴィッド・ローセル、ウェズリー・スナイプス
- 製作総指揮：デボラ・ラフィン、マイケル・ヴァイナー（英語版）、ロン・ジスキン
- 撮影監督：ジョナサン・フリーマン
- プロダクションデザイナー：ダグラス・ヒギンズ
- 編集：スティーヴン・ラヴジョイ
- 衣裳デザイン：モニク・プリュドム
- 音楽：スチュワート・コープランド
- キャスティング：ロジャー・ムセンデン
- 吹替翻訳：高間俊子
- 吹替演出：吉田啓介
- 吹替調整：飯村靖雄
- 吹替製作：グロービジョン
- 吹替プロデュース：吉岡美惠子